# 山田泰彦
山田 泰彦（やまだ やすひこ、1952年9月20日 - 2006年2月1日）は、日本の法学者。駒澤大学教授。法学博士（早稲田大学・1983年）。専門は商法。

## 来歴
北海道生まれ。旧姓は能勢。1977年、早稲田大学法学部卒業。1978年10月、司法試験合格。1979年、早稲田大学大学院法学研究科修士課程修了。1983年、同博士課程修了。学部では奥島孝康ゼミに所属し商法を専攻。博士課程では中村眞澄に薫陶を受けた。
1983年、駒澤大学法学部専任講師に着任。1987年、助教授を経て、1993年、教授に就任。1997年に法律学科主任、2001年より法学部長、評議員を歴任。
2002年7月、法科大学院設置準備室長となり、2004年より開始した駒澤大学法科大学院の設置に尽力した。
2006年2月1日、膵臓癌のため逝去、享年53歳。

## 著書
- 『船主責任制限の法理』 成文堂 1992年
- 『現代法講義 保険法・海商法』（共著）青林書院 1992年
- 『最新海事判例評釈第Ⅱ巻』（共著）成文堂 1992年
- 『商法演習Ⅰ（会社法）』（共著）成文堂 1992年
- 『現代法学双書 保険法・海商法』（共著）青林書院 1993年
- 『商法演習Ⅱ（手形法・小切手法）』（共著）成文堂 1993年
- 『現代保険・海商法30講』（編著）中央経済社 1994年
- 『注解 国際海上物品運送法』（共著）青林書院 1997年
- 『新判例マニュアル商法Ⅰ [総則商行為]』（共著）三省堂 1999年

### 論文
- 山田泰彦「難破物除去責任と船主の責任制限(1) －船主責任制限法理の生成と展開」『法学論集』第28巻、駒澤大学法学会、1983年12月、61頁。
- 山田泰彦「難破物除去責任と船主の責任制限(2) －船主責任制限法理の生成と展開」『法学論集』第34巻、駒澤大学法学会、1987年1月、95頁。
- 山田泰彦「フランス法における船主責任制限法理の生成と展開」『法学論集』第43巻、駒澤大学法学会、1991年3月、63-110頁。
- 山田泰彦「「駒澤法学」の発刊に寄せて」『駒澤法学』第1巻第1号、駒澤大学、2002年1月、i-iii、ISSN 13476599。
- 山田泰彦「献呈の辞」『駒澤法学』第1巻第2号、駒澤大学法学部、2002年3月、(1-)。